# Johann Carl Megerle von Mühlfeld
Johann Carl Megerle von Mühlfeld (son second prénom est parfois orthographié Karl) (1765 – 1842) est un zoologiste autrichien.
Il est le fils de Johann Batist Megerle von Mühlfeld et le frère de Johann Georg Megerle von Mühlfeld (1780-1831).

## Biographie
Il a travaillé au muséum d'histoire naturelle de Vienne, le Naturhistorisches Museum, Wien, de 1786 jusqu'à son retrait fin 1835.
Il a eu en charge la collection minéralogique ainsi que d'une partie de la collection des mollusques et a travaillé avec Andreas Xaverius Stütz avec lequel il a initié la constitution d'un catalogue de minéralogie, le Catalogus Stützianus.
J. C. Mergerle von Mühlfeld a organisé la collection d'histoire naturelle dont il devient le curateur en 1797 à la suite de son père Johann Batist Megerle von Mühlfeld alors promu au poste de directeur adjoint du muséum. En 1806, le muséum acquiert sa collection d'insectes européens et il devient le premier curateur de la collection des insectes où il acquiert la collection Gundian de papillons européens.
Les anciennes collections, incluant ses spécimens, ont été détruites dans un incendie le 31 octobre 1848.

## Ouvrages et travaux scientifiques
J. C. Megerle von Mühlfeld s'est principalement intéressé aux insectes et aux mollusques. Parmi les genres que J. C. Megerle von Mühlfeld a décrit, on peut citer les genres de mollusques bivalves Amygdalum, Angulus, Tapes, Glans, Siliqua, Chione et Corbicula en 1811 et le genre d'insecte coléoptère Plocaederus en 1835.

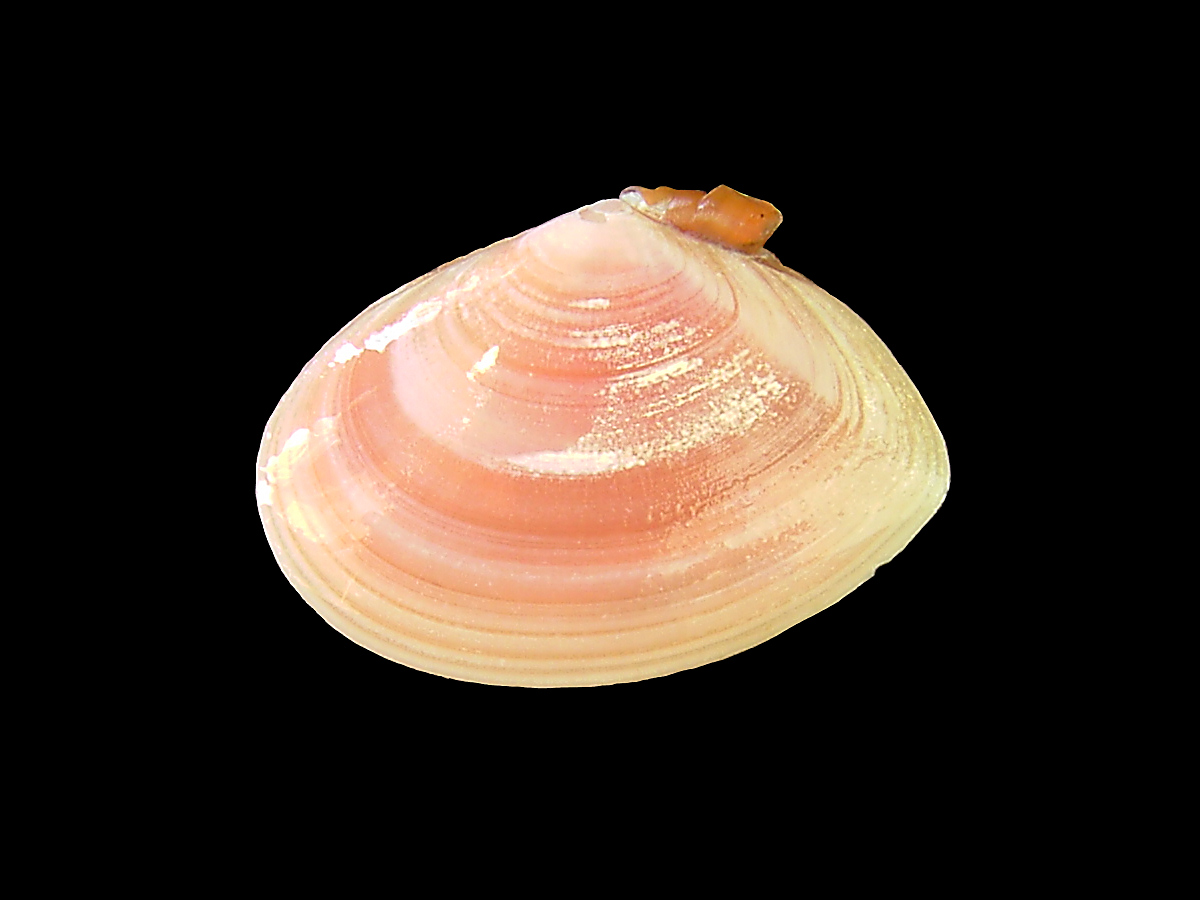
Angulus tenuis
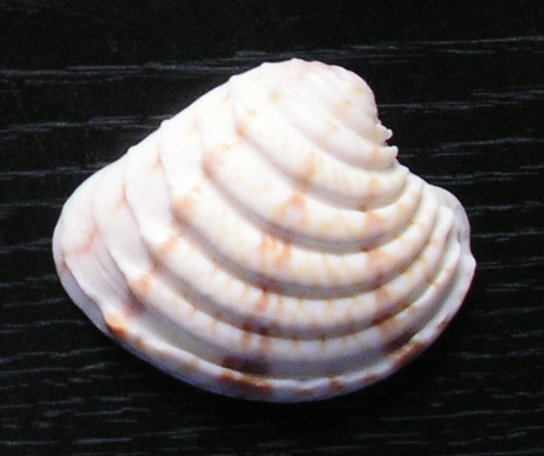
Chione paphia
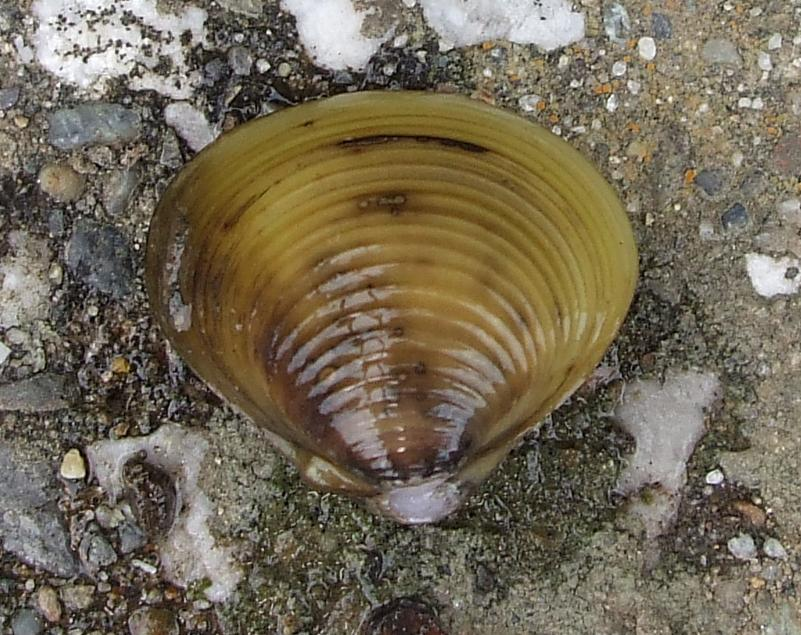
Corbicula
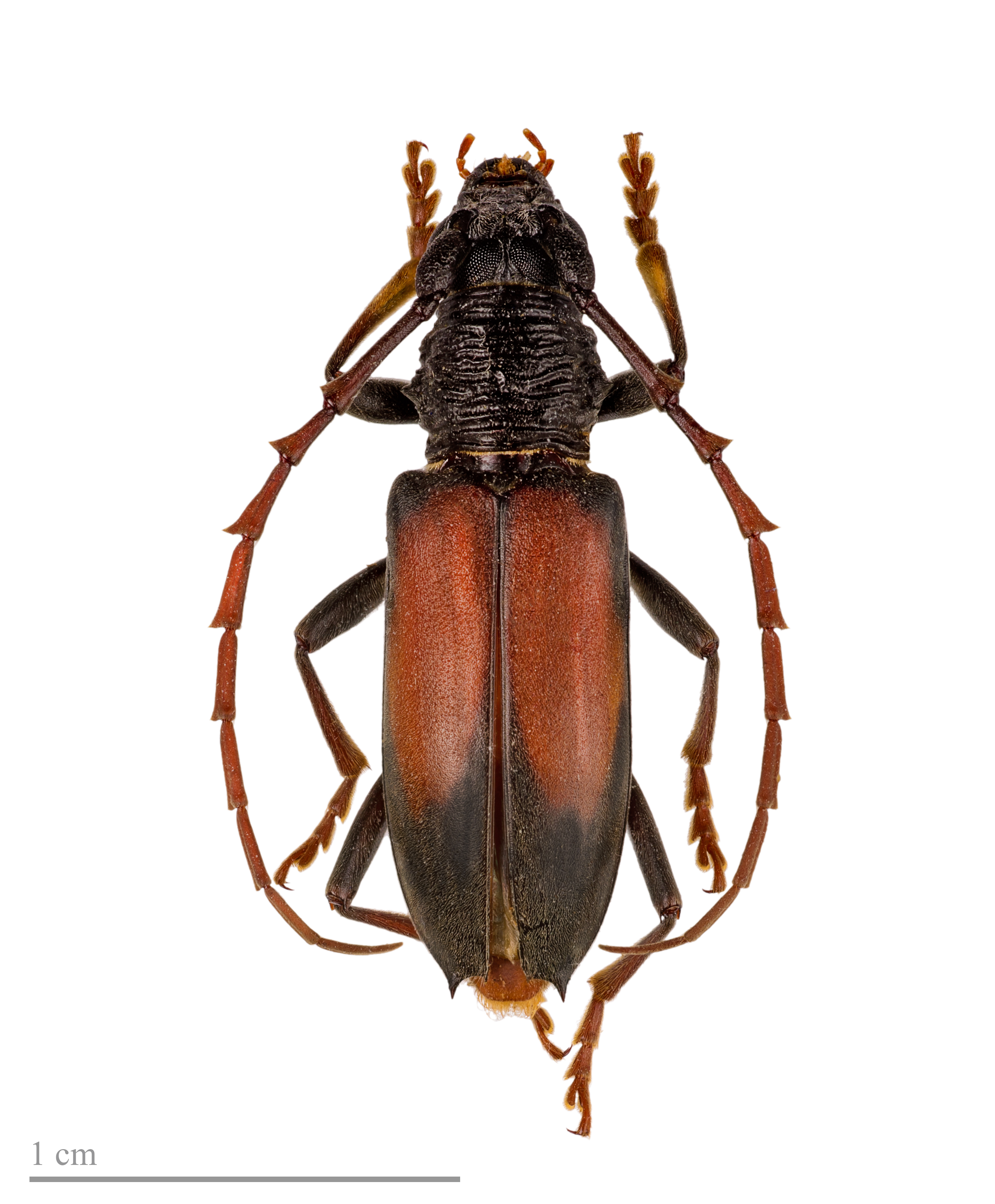
Plocaederus bipartitus

Parmi les espèces décrites on peut citer :
- Hippobosca variegata Megerle 1803[4].
- Saperda alboguttata Megerle 1803[4].
- Melolontha pectoralis Megerle von Mühlfeld, 1812.

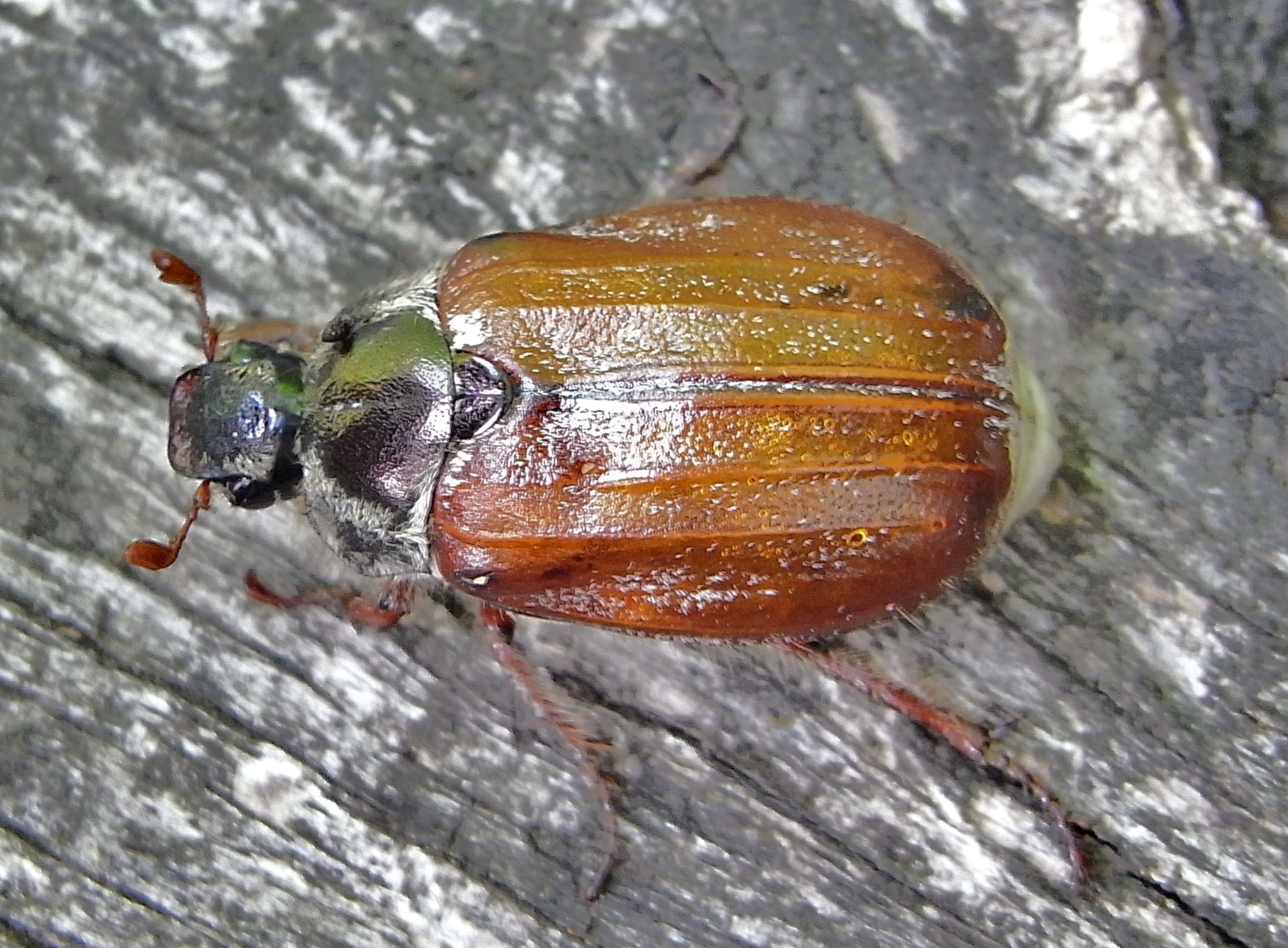
Melolontha pectoralis

- Conus ziczac Megerle von Mühlfeld, 1816[5].
- Helix perspectiva Megerle von Mühlfeld, 1816[5] (aussi connu sous le nom Discus perspectivus).
- Pedipes mirabilis (Megerle von Mühlfeld, 1816)[5].
- Polygyra cereolus (Megerle von Mühlfeld, 1816)[5].
- Arene cruentata (Megerle von Mühlfeld, 1824)[6].
- Pisinna glabrata (Megerle von Mühlfeld, 1824)[6].
- Tricolia speciosa (Megerle von Mühlfeld, 1824)[6].

## Hommage
Le genre de brachiopode Megerlia King, 1850 a été nommé en son honneur.
L'espèce d'escargot odostomiine, Odostomia megerlei (Locard, 1886) a été initialement nommée en son honneur Ptychostomon megerlei par Locard avant d'être rangée dans le genre Odostomia.

## Sources
- Page initialement créée à partir de la traduction de la version en langue anglaise.
- Site du muséum d'histoire naturelle de Vienne (Autriche)